# Leptothorax kraussei
Leptothorax kraussei är en myrart som beskrevs av Carlo Emery 1916. Leptothorax kraussei ingår i släktet smalmyror, och familjen myror. Inga underarter finns listade i Catalogue of Life.